# 菲利普大堡
菲利普大堡（法語：Grand-Fort-Philippe，法語發音：[ɡʁɑ̃ fɔʁ filip]）是法国上法兰西大区北部省的一个市镇，位于该省西部，属于敦刻尔克区。

## 地理
菲利普大堡（50°59'52"N, 2°6'33"E）面积3.13 平方千米，位于法国上法蘭西大區北部省，该省份为法国最北部的省份及最长的省份，西北濒北海，西接加来海峡省，南至埃纳省和索姆省，东与比利时接壤。
与菲利普大堡接壤的市镇（或旧市镇、城区）包括：瓦普拉日、格拉沃利讷。

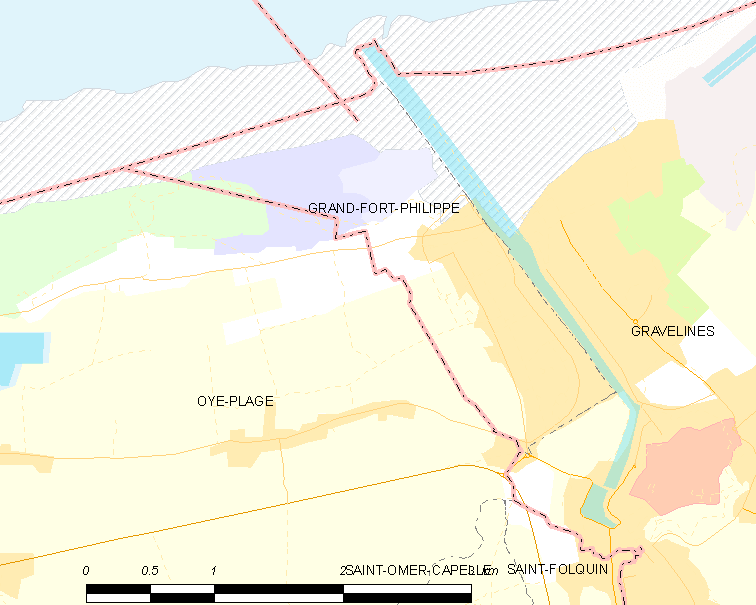
菲利普大堡的OSM定位图

菲利普大堡的时区为UTC+01:00、UTC+02:00（夏令时）。

## 行政
菲利普大堡的邮政编码为59153，INSEE市镇编码为59272。

## 政治
菲利普大堡所属的省级选区为大桑特县。

## 人口

1962-2008年间菲利普大堡人口变化图示

菲利普大堡于2022年1月1日时的人口数量为4901人。